# Arkadij Černišov
Arkadij Ivanovič Černišov (rusko Аркадий Иванович Чернышёв), ruski hokejist, nogometaš, igralec bandyja in hokejski trener, * 16. marec 1914, Moskva, Ruski imperij, † 22. oktober 1992, Moskva, Rusija.
Černišov je za klub Dinamo Moskva igral tako nogomet, kot tudi hokej in bandy. Osvojil je tri nogometne državne naslove v letih 1937, 1940 in 1947 ter pet državnih pokalov v bandyju v letih 1937, 1938, 1940, 1941 in 1948. Med letoma 1946 in 1948 je bil tako hokejist kot tudi trener kluba Dinamo Moskva, ki ga je nato kot trener vodil vse do leta 1975 in osvojil dva naslova državnega prvaka v letih 1947 in 1954. Med letoma 1954 in 1972 je bil selektor ali pomočnik selektorja sovjetske hokejske reprezentance, ki je v tem času osvojila štiri naslove olimpijskega prvaka in enajst naslovov svetovnega prvaka. Kot selektor je reprezentanco vodil na 294-ih tekmah, na katerih je dosegel 240 zmag in sedemnajst remijev. Umrl je leta 1992 v starosti oseminsedemdesetih let.